# 스티븐 포스터
스티븐 콜린스 포스터(영어: Stephen Collins Foster, 1826년 7월 4일~1864년 1월 13일)는 미국의 가곡 작곡가이자 '미국 민요의 아버지'다.

## 생애
스티븐 포스터는 펜실베이니아주 피츠버그 근교 로렌스빌의 유복한 가정에서 10남매의 막내로 출생했다. 어릴 적에 플루트를 배운 적이 있으나, 정규 음악 교육은 거의 받지 못했다. 그는 순전히 독학으로 음악을 배웠고, 18세 때 같이 노래부르던 친구들을 위하여 최초의 가극 <루이지애나의 미녀>를 작곡했다.
1846년 오하이오주 신시내티로 이사해 형의 증기선 회사에 경리로 취직했다. 그는 이 곳에서 최초의 히트작인 '오! 수재나'를 발표했는데, 이 곡은 1848년 캘리포니아 골드 러시의 주제가가 되었다.
1850년 고향으로 돌아와서 내과 의사의 딸인 제인 맥도웰과 결혼, 이듬해에 딸을 낳았다. 이 기간 중에 포스터는 백인이 얼굴을 검게 칠하고 노래하며 춤추는 민스트럴 쇼의 단장 크리스티와 교제했으며, 그의 대표작들을 쓰기 시작했다. '시골 경마' (1850), '스와니 강' (1851), 켄터키 옛집 (1853), '늙은 개 트레이' (1853), 금발의 제니 (1854) 등이다. 금발의 제니는 그의 아내 제인 맥도웰을 위해 쓴 작품인데, 아이러니하게도 그의 생계가 차차 악화됨에 따라 포스터는 그녀와 사이가 나빠졌다. 경제적으로 어려웠던 그는 즉시 50만 부가 매진되었다고 하는 <고향 사람들>의 판권을 단돈 15달러에 양도하기도 했다.
포스터는 1860년 뉴욕 시로 홀로 이사했는데, 이 무렵부터 그의 운은 하향곡선을 그리기 시작했다. 아내와도 헤어진 포스터는 빈곤 속에서, 최후의 가곡이 된 <뷰티플 드리머>를 작곡한 뒤 1864년 1월 10일 맨해튼의 한 호텔방에서 지냈다. 끈질긴 감기 때문에 침대에서 시녀를 부르려는 도중 쓰러져 옆에 있던 세면대를 머리로 박아 세면대가 깨지고 그 조각들이 머리를 다치게했다. 포스터를 살리기 위해 모든 방법을 동원했지만, 결국 그는 과다출혈로 3일 후에 38세의 나이로 벨뷰 병원에서 사망했다.
당시 그는 단 38센트와 "dear friends and gentle hearts"라고 쓰인 메모지를 가지고 있었다. 포스터는 피츠버그 근교 앨러게니(Allegheny) 묘지에 묻혔다.
가난뱅이였다고는 하지만 그의 수입은 결코 적은 것이 아니였으며, 1846년 ~ 1860년 사이에 받은 인세는 1만 5천 달러에 이르렀다. 포스터는 '파멸형의 천재'였던 것이다. 새가 노래하듯이 가곡을 작곡한 포스터는 선율에 대한 놀라운 직관력을 지녀, 틀에 박히지 않은 독창성을 발휘하였다. 이는 진정한 민요라고 생각될 만큼 자연스러운 것이었다.

## 작품
포스터의 가곡수는 189곡으로 가사도 대부분이 자작한 것이다.
- 오! 수재나 Oh! Susanna (1848)
- 시골 경마 Camptown Races (1850)
- 스와니 강 Old Folks at Home (Swanee River)(1851)
- 켄터키 옛집 My Old Kentucky Home (1853)
- 금발의 제니 Jeannie With the Light Brown Hair (1854)
- 어려운 시절 다시 오지 않기를 Hard Times Come Again No More (1854)
- 올드 블랙 조 Old Black Joe (1860)
- 꿈길에서 Beautiful Dreamer (1862)

## 기타
- 1992년 니혼(日本) 애니메이션에서 제작한 만화영화 '금발의 제니' (원제 風の中の少女・金髪のジェニー)는 포스터와 그의 아내 제니의 소년기를 다루고 있다.

## 참고 자료
- 이 문서에는 다음커뮤니케이션(현 카카오)에서 GFDL 또는 CC-SA 라이선스로 배포한 글로벌 세계대백과사전의 내용을 기초로 작성된 글이 포함되어 있습니다.